# Catasetum tucuruiense
Catasetum tucuruiense är en orkidéart som beskrevs av A.T.Oliveira och J.B.F.Silva. Catasetum tucuruiense ingår i släktet Catasetum och familjen orkidéer. Inga underarter finns listade i Catalogue of Life.